# 4. Klavierkonzert (Prokofjew)
Sergei Prokofjew vollendete sein Klavierkonzert Nr. 4 in B-Dur, opus 53 im Jahre 1931. Auftraggeber war der österreichische Pianist Paul Wittgenstein, uraufgeführt wurde es jedoch von dem Pianisten Siegfried Rapp am 5. September 1956 in Ostberlin, also als einziges Konzert erst nach dem Tode des Komponisten (abgesehen von dem nachgelassenen Concertino op. 132 für Cello und Orchester). Das viersätzige Werk dauert insgesamt etwa 25 Minuten.
Die Satzbezeichnungen lauten
1. Vivace (4–5 min)
2. Andante (9–13 min)
3. Moderato (8–9 min)
4. Vivace (1–2 min)

## Besetzung
Neben dem Klavierpart nur für die linke Hand verlangt das Werk folgende Orchesterbesetzung:
Holzbläser:
zwei Flöten, zwei Oboen, zwei Klarinetten, zwei Fagotte
Blechbläser:
zwei Hörner, eine Trompete, eine Posaune
Schlagwerk:
Große Trommel
Streicher:
Violinen, Bratschen, Celli, Kontrabässe

## Musik
Die Außensätze des Konzertes, also der erste und der vierte Satz, fungieren quasi als Präludium und Postludium, wobei gerade dieses Nachspiel, der nur anderthalbminütige vierte Satz, von besonderem musikanalytischen Interesse ist, da er, gleich einer reduzierten Reprise, die grundlegenden Motive des Kopfsatzes zusammenfasst, stark verknappt, und im Pianissimo des obersten Klangregisters abbricht.

## Diskographie
| Pianist               | Orchester                                                      | Dirigent                | CD Label               | Aufnahmejahr |
| --------------------- | -------------------------------------------------------------- | ----------------------- | ---------------------- | ------------ |
| Vladimir Ashkenazy    | London Symphony Orchestra                                      | André Previn            | Decca                  | 1975         |
| Abdel Rahman El Bacha | Orchestre du Théâtre de la Monnaie                             | Kazushi Ōno             | Fuga Libera            | 2004         |
| Boris Berman          | Concertgebouw-Orchester                                        | Neeme Järvi             | Chandos                | 1989         |
| Michel Béroff         | Gewandhausorchester                                            | Kurt Masur              | EMI                    | 1974         |
| Yefim Bronfman        | Israel Philharmonic Orchestra                                  | Zubin Mehta             | Sony Music             | 1993         |
| Nikolai Demidenko     | London Philharmonic Orchestra                                  | Alexander Lasarew       | Hyperion Records       | 1998         |
| Leon Fleisher         | Boston Symphony Orchestra                                      | Seiji Ozawa             | Sony Music             | 1991         |
| Wladimir Krainew      | hr-Sinfonieorchester                                           | Dmitri Kitajenko        | Teldec/Warner Music    | 1992         |
| Kun-Woo Paik          | Nationales Symphonisches Orchester des Polnischen Rundfunks    | Antoni Wit              | Naxos                  | 1991         |
| Viktoria Postnikowa   | Staatliches Sinfonieorchester des Kulturministeriums der UdSSR | Gennadi Roschdestwenski | Moscow Studio Archives | 1987         |
| Siegfried Rapp        | Loh-Orchester Sondershausen                                    | Gerhart Wiesenhütter    | Berlin Classics        | 1963         |
| Gabriel Tacchino      | Orchestre de Radio Luxembourg                                  | Louis de Froment        | Quadromania            | 1977         |
| Alexander Toradse     | Orchester des Mariinski-Theaters                               | Valery Gergiev          | Philips                | 1996         |